# Léo Duarte
Léonardo Campos Duarte da Silva, noto come Léo Duarte (Mococa, 17 luglio 1996), è un calciatore brasiliano, difensore dell'İstanbul Başakşehir.

## Caratteristiche tecniche
È un difensore centrale dotato di grande esplosività e senso della posizione, può giocare all'occorrenza anche come terzino. Per la sua rapidità e la buona tecnica palla al piede viene paragonato al più noto Marquinhos.

## Carriera

### Club

#### Inizi, Flamengo e Milan
Cresciuto nelle giovanili del Flamengo, ha esordito il 14 maggio 2016 nel match vinto 1-0 contro lo Sport Recife. In 4 anni passati con il club rossonero totalizza 49 presenze con 1 gol messo a segno.
Il 7 agosto 2019 passa ufficialmente al Milan al costo di 11 milioni di euro, con cui firma un contratto quinquennale valido fino al 2024; con il nuovo club rossonero sceglie il numero 43. Esordisce il 29 settembre in occasione della sesta partita di campionato persa in casa contro la Fiorentina (1-3). Gioca altre 4 partite (venendo impiegato anche come terzino), prima di rimediare a fine novembre una frattura al calcagno che lo costringe a 4 mesi di stop. Al rientro post lockdown Duarte è costretto nuovamente a stare ai box a causa di altri due infortuni.
L'anno successivo, a causa dell'infezione da COVID-19 e alla concorrenza nel suo ruolo, finisce in fondo alle gerarchie.

#### Istanbul Basaksehir
L'11 gennaio 2021 si trasferisce all'Istanbul Basaksehir in prestito, firmando con il club turco fino al 30 giugno 2022. In questa prima metà di stagione colleziona 17 presenze.
L'8 luglio 2022 viene riscattato ufficialmente per 2 milioni di euro più il 40% di una futura rivendita.

## Statistiche

### Presenze e reti nei club
Statistiche aggiornate al 4 novembre 2022.
| Stagione                   | Squadra                    | Campionato                 | Campionato | Campionato | Coppe nazionali | Coppe nazionali | Coppe nazionali | Coppe continentali | Coppe continentali | Coppe continentali | Altre coppe | Altre coppe | Altre coppe | Totale | Totale | Totale |
| Stagione                   | Squadra                    | Comp                       | Pres       | Reti       | Comp            | Pres            | Reti            | Comp               | Pres               | Reti               | Comp        | Pres        | Reti        | Pres   | Reti   |        |
| -------------------------- | -------------------------- | -------------------------- | ---------- | ---------- | --------------- | --------------- | --------------- | ------------------ | ------------------ | ------------------ | ----------- | ----------- | ----------- | ------ | ------ | ------ |
| 2016                       | Flamengo                   | A+A/RJ                     | 7+1        | 0          | CB              | 1               | 0               | CS                 | 0                  | 0                  | -           | -           | -           | 9      | 0      |        |
| 2017                       | Flamengo                   | A+A/RJ                     | 2+4        | 0          | CB              | 0               | 0               | CL+CS              | 0                  | 0                  |             | -           | -           | 6      | 0      |        |
| 2018                       | Flamengo                   | A+A/RJ                     | 33+6       | 1+0        | CB              | 6               | 0               | CL                 | 4                  | 1                  | -           | -           | -           | 49     | 2      |        |
| 2019                       | Flamengo                   | A+A/RJ                     | 7+10       | 0          | CB              | 4               | 0               | CL                 | 7                  | 0                  | -           | -           | -           | 28     | 0      |        |
| Totale Flamengo            | Totale Flamengo            | Totale Flamengo            | 49+21      | 1+0        |                 | 11              | 0               |                    | 11                 | 1                  |             | -           | -           | 92     | 2      |        |
| 2019-2020                  | Milan                      | A                          | 6          | 0          | CI              | 0               | 0               | -                  | -                  | -                  | -           | -           | -           | 6      | 0      |        |
| 2020-gen. 2021             | Milan                      | A                          | 1          | 0          | CI              | 0               | 0               | UEL                | 2                  | 0                  | -           | -           | -           | 3      | 0      |        |
| Totale Milan               | Totale Milan               | Totale Milan               | 7          | 0          |                 | 0               | 0               |                    | 2                  | 0                  |             | -           | -           | 9      | 0      |        |
| gen.-giu. 2021             | İstanbul Başakşehir        | SL                         | 17         | 0          | TK              | 3               | 0               | UCL                | 0                  | 0                  | SK          | 1           | 0           | 21     | 0      |        |
| 2021-2022                  | İstanbul Başakşehir        | SL                         | 33         | 0          | TK              | 0               | 0               | -                  | -                  | -                  | -           | -           | -           | 33     | 0      |        |
| 2022-2023                  | İstanbul Başakşehir        | SL                         | 8          | 0          | TK              | 0               | 0               | UECL               | 5+3                | 0                  | -           | -           | -           | 16     | 0      |        |
| Totale İstanbul Başakşehir | Totale İstanbul Başakşehir | Totale İstanbul Başakşehir | 58         | 0          |                 | 3               | 0               |                    | 8                  | 0                  |             | 1           | 0           | 70     | 0      |        |
| Totale carriera            | Totale carriera            | Totale carriera            | 121        | 1          |                 | 14              | 0               |                    | 13                 | 1                  |             | -           | -           | 148    | 2      |        |

## Palmarès

### Club

#### Competizioni nazionali
- Campionato Carioca: 2

Flamengo: 2017, 2019
- Taça Rio: 1

Flamengo: 2019